# Juan Antonio Ortega y Medina
Juan Antonio Ortega y Medina (Málaga, Provincia de Málaga, 10 de agosto de 1913 - Ciudad de México,  4 de julio de 1992) fue un historiador, catedrático, investigador  y académico de origen español nacionalizado mexicano. Se especializó en historiografía general, historiografía moderna mexicana, historia de América, Imperio español, Reforma y contrarreforma, y absolutismo europeo. Parte de su obra bibliográfica la dedicó a la cultura anglosajona protestante y a la historia de Estados Unidos, estudiando las diferencias entre el catolicismo de España e Hispanoamérica y el protestantismo de Inglaterra y Estados Unidos, así como del expansionismo de este último.  

## Semblanza biográfica
Cursó sus estudios en la Escuela Normal del Magisterio en Málaga, los cuales terminó en 1934. Viajó a Madrid para estudiar en la Facultad de Filosofía y Letras de la Universidad Central, sin embargo tuvo que interrumpir sus estudios debido al inicio de la guerra civil española. Combatió como oficial del ejército republicano siendo herido en dos ocasiones. Ante el avance del bando nacional, decidió cruzar los Pirineos para después embarcarse hacia Puerto México (hoy Coatzacoalcos) en 1941. 
Después de radicar por un breve período en Chiapas, se trasladó a la Ciudad de México. Retomó sus estudios de licenciatura en historia en la Escuela Normal Superior, paralelamente impartió clases en el Instituto Luis Vives —el cual había sido fundado por los españoles republicanos en el exilio—  y en escuelas secundarias de la Secretaría de Educación Pública.  Continuó sus estudios en la Facultad de Filosofía y Letras de la Universidad Nacional Autónoma de México (UNAM) en donde obtuvo la maestría con distinción cum laude y el doctorado en Historia Universal con distinción magna cum laude en 1952.
Desde 1955 fue profesor de tiempo completo en el Colegio de Historia de la Facultad de Filosofía y Letras e investigador, desde 1977, en el Instituto de Investigaciones Históricas de la Universidad Nacional Autónoma de México (UNAM). Fue maestro de Josefina Zoraida Vázquez, Eugenia Meyer y Jorge Alberto Manrique Castañeda.  En 1976, fue nombrado miembro de número de la Academia Mexicana de la Historia, ocupó el sillón N° 11. Murió en la Ciudad de México el 4 de julio de 1992.

## Premios y distinciones
- Investigador Emérito por la Universidad Nacional Autónoma de México en 1987.
- Premio Universidad Nacional en Docencia en Humanidades, por la Universidad Nacional Autónoma de México en 1990.
- Premio Nacional de Ciencias y Artes en el área de Historia, Ciencias Sociales y Filosofía por el Gobierno Federal de México en 1991.

## Obras publicadas
- México en la conciencia anglosajona, en dos volúmenes, de 1953 a 1955.
- Humboldt desde México, en 1960.
- Historiografía soviética americanista, en 1961.
- Ensayos, tareas y estudios históricos, en 1962.
- Polémicas y ensayos en torno a la historia de México, en 1970.
- Destino manifiesto, en 1972.
- Estudios de tema mexicano, en 1973.
- La evangelización puritana en Norteamérica, en 1976.
- Teoría y crítica de la historiografía científico-idealista alemana, en 1980.
- El conflicto anglo-español por el dominio oceánico, en 1982.
- Zaguán abierto al México republicano, en 1987.
- La idea colombina del descubrimiento de México, en 1987.
- Imagología del bueno y del mal salvaje, en 1987.
- Imagen y carácter de JJ. Winckeimann, en 1992.
- Reforma y modernidad, en 1999.